# Прапор Загреба
На прапорі Загреба на синьому полотнищі зображено герб Загреба: щит із зображенням замку з трьома вежами та відкритими воротами між півмісяцем і зіркою. Прапор був офіційно затверджений міською радою Загреба 14 грудня 1999 року. 
Герб датується 13 століттям. Замок був призначений для вираження того, що місто Загреб готове захищатися від нападників, тоді як відкриті ворота мали символізувати те, що Загреб був вільним ринковим містом, оскільки Бела IV постановив це у 1292 році. Півмісяць і зірка є двома старими хорватськими символами, які також можна знайти на нинішньому гербі Хорватії. 
Синій колір на прапорі є символічним кольором Загреба, який також можна знайти, наприклад, на трамваях і телефонних будках.  Багато вертикальних варіантів прапора можна побачити на вулицях, де прапор повернутий на чверть оберту, але щит розміщений прямо.